# Johan Petter Åhlén
Johan Petter Åhlén   (Insjön, 13 d'abril de 1879 - oceà Atlàntic, 31 de març de 1939) va ser un empresari, fundador de la cadena de grans magatzems Åhléns i jugador de cúrling suec que va competir a començaments del segle xx.
Johan Petter Åhlén era fill dels camperols Marits Anders Andersson i Brittas Karin Christoffersdotter. Va néixer com a Johan Petter Andersson, però va canviar el seu cognom a Åhlén per ser Åhl el seu lloc de naixement i evitar d'aquesta manera ser confós en ser Andersson un cognom molt habitual. El 1903 es va casar amb Elin Maria Charlotta Brolin i amb ella va tenir els fills Gösta Mauritz Åhlén i Anders Ragnar Åhlén, que tots dos van ser consellers gerents de les seves empreses. Åhlén va morir el 1939 mentre travessava l'oceà Atlàntic en un viatge en vaixell des de Nova York.
El 1899 va fundar la companyia de correu Åhlén & Holm a la seva ciutat natal, en associació amb el seu oncle Erik Holm. Aviat va canviar de nom a Insjön i es va convertir en el líder del seu camp a Escandinàvia. El 1902 Åhlén passà a ser l'únic propietari de la companyia. El 1906 va llançar una altra empresa, l'editorial Åhlén & Åkerlunds, juntament amb Erik Åkerlund. El 1932, després d'un viatge d'estudis als Estats Units, va fundar el primer gran magatzem, a Östermalmstorg, Estocolm.
A banda de dedicar-se als negocis, fou un pioner del cúrling a Suècia. El 1924 va prendre part en els Jocs Olímpics de Chamonix, on guanyà la medalla de plata en aquesta competició.